# Brachychroa curticornis
Brachychroa curticornis là một loài tò vò trong họ Ichneumonidae.